# Danis Tanović
Danis Tanović (* 20. února 1969 Zenica, Socialistická federativní republika Jugoslávie) je bosenskohercegovský filmový režisér, scenárista a hudební skladatel bosňáckého původu.

## Životopis
Studoval intermediární režii na Akademii dramatických umění v Sarajevu (1989–1993) a v prvních dvou letech občanské války vedl archiv dokumentárních filmů. V letech 1995–1997 se vzdělával při studiu režie na INSAS v Bruselu. Natočil mnoho dokumentárních snímků. Za svůj hraný filmový debut Země nikoho získal mnoho prestižních ocenění, např. Oscara a Zlatý glóbus za nejlepší cizojazyčný film. Velký ohlas vyvolal i jeho film Epizoda ze života sběrače kovů a Smrt v Sarajevu.
Roku 2008 se podílel na vzniku Naší strany (Naša stranka), sociálně demokratického politického uskupení, které se těší podpoře voličů zejména v Sarajevu.
V roce 1998 obdržel belgické státní občanství. Žije a pracuje v Paříži.
Tanović se oženil s Maëlys de Rudder, s níž přivedl na svět pět dětí, dcery Livinu, Daniu a Indiu a syny Orhana a Hadriana.

## Filmografie
- Čudo u Bosni (Zázrak v Bosně 1995)
- L’Aube (Svítání, 1996)
- Buđenje (Buzení, 1999)
- Země nikoho (No Man’s Land / Nikogarskaja, 2001)
- 11.09.01 – September 11 (2002)
- L’Enfer (Peklo, 2005), ve spolupráci s režisérem Krzysztofem Kieślowským
- Triage (2009); film sa Colinem Farrellem, Christopherem Lee a Brankem Đurićem
- Cirkus Columbia (2010)
- Prtljag (Kufr, krátkometrážní film, 2011)
- Epizoda u životu berača željeza (Epizoda ze života sběrače kovů, 2013)
- Tigrovi (Tygrové, 2014)
- Smrt u Sarajevu (Smrt v Sarajevu, 2016)